# 閃電獸龍屬
閃電獸龍屬（學名：Fulgurotherium）是鳥臀目恐龍的一屬，生存於下白堊紀（阿爾比階）的澳洲。閃電獸龍被分類為稜齒龍科，身長約1到1.5公尺，是種。
化石發現於澳洲新南威爾斯州的閃電山脈，該地因出產貓眼石礦區與恐龍化石而著名。正模標本（編號BMNH R.3719）包含頭顱骨、股骨、以及牙齒。
模式種是南方閃電獸龍（F. australe），由Huene在1932年正式描述、命名。屬名的fulgur在拉丁文意為「閃電」，therion在古希臘文意為「野獸」。
Huene最初將閃電獸龍歸類於獸腳亞目的似鳥龍科。之後，閃電獸龍被歸類於稜齒龍類。但由於牠的化石有可能是來自幾個鳥腳下目的物種，所以閃電獸龍被認為是一個嵌合體。閃電獸龍目前常被認為是疑名。

## 外部連結
- https://web.archive.org/web/20130927064547/http://www.thescelosaurus.com/ornithopoda.htm